# 성욕
성욕(性慾, 영어: lust 또는 sexual desire)은 어떤 것에 대한 강렬한 욕구이다. 성욕은 성욕 (리비도 참조), 돈, 권력과 같은 어떤 형태도 취할 수 있다. 그것은 음식에 대한 욕구 (탐식 참조)와 같이 일상적인 형태를 취할 수 있는데, 이는 음식에 대한 필요나 특정 냄새에 대한 욕구와는 다르며, 특정 냄새가 기억을 되살릴 때 그 냄새를 갈망하는 것을 말한다. 그것은 열정과 유사하지만 구별되는데, 제대로 정돈된 열정은 개인을 자비로운 목표를 달성하도록 추진하는 반면 성욕은 그렇지 않다.

## 종교에서
종교는 성욕을 부도덕한 욕구로, 열정을 도덕적으로 수용되는 것으로 추가 분류함으로써 열정과 성욕을 구별하는 경향이 있다.
성욕이 부도덕하다고 정의되는 이유는, 그 애정의 대상이나 행위가 자연법에 따라 부적절하게 정돈되었거나, 특정 대상에 대한 욕구(예: 성적 욕구)가 그 대상에 대한 욕구를 지배하는 것이 아니라 사람의 의지와 지성을 지배하기 때문이다.
반면, 열정은 그 강도에 관계없이 하느님이 주신 도덕적인 것으로 유지되는데, 그 목적, 행동 및 의도가 자비롭고 창조를 향하며, 또한 그 사람의 지성과 의지에 의해 지배되기 때문이다. 이에 대한 주요 사상 학파는 토마스주의인데, 이는 지성, 의지 및 욕구에 대해 이야기하며 아리스토텔레스가 정의한 원칙들을 따르고 있다. 그러나 도덕적으로 분명하고 창조를 향하는 것에 할당된 정확한 정의는 종교에 따라 달라진다. 예를 들어, 범신론과 유신론에 기반을 둔 종교는 인정되거나 숭배되는 "하느님"의 본성에 따라 무엇이 도덕적인지 다를 것이다.

### 아브라함계 종교

#### 유대교
유대교에서 모든 악한 경향과 육체의 성욕은 예체르 하라(히브리어, יצר הרע, 악한 경향)로 특징지어진다. 예체르 하라는 악마적인 힘이 아니다. 오히려 그것은 육체가 생존하기 위해 필요한 것들을 인간이 오용하는 것이며, 종종 예체르 하토브(히브리어, יצר הטוב, 긍정적인 욕구)와 대조된다.
예체르 하라는 종종 사탄과 죽음의 천사와 동일시되며, 때로는 예체르에게 인격과 분리된 활동을 부여하는 경향이 있다. 예체르는 사탄처럼 이 세상에서 인간을 오도하고, 다가올 세상에서 인간을 대적하여 증언하기 때문이다. 그러나 예체르는 사탄과 분명히 구별되며, 다른 경우에는 죄와 정확히 일치하게 만들어진다. 토라는 이 힘에 대한 훌륭한 해독제로 여겨진다. 비록 하느님이 만드신 모든 것과 마찬가지로 예체르 하라(악한 경향)도 선을 행하도록 조작될 수 있다. 그것이 없으면 인간은 결코 결혼하지 않고, 자녀를 낳지 않고, 집을 짓지 않고, 직업에 종사하지 않을 것이기 때문이다.

#### 기독교

##### 신약성경
신약성경의 많은 번역에서 "성욕"이라는 단어는 코이네 그리스어 단어 ἐπιθυμέω (epithūméō)를 번역한 것이다. 특히 마태복음 5:27-28:
옛 사람들이 이르기를, 간음하지 말라 하였다는 것을 너희가 들었나니: 그러나 나는 너희에게 이르노니, 여자를 보고 음욕을 품는 자마다 마음으로 이미 간음하였느니라.

영어권 국가에서는 이 구절 때문에 "성욕(lust)"이라는 용어가 종종 성적 욕구와 연관된다. 그러나 영어 단어가 원래 '욕구'를 의미하는 일반적인 용어였듯이, 그리스어 ἐπιθυμέω도 욕구를 의미하는 일반적인 용어였다. LSJ 사전은 ἐπιθυμέω에 대한 풀이로 "마음을 어떤 것에 두다, 갈망하다, 탐하다, 원하다"를 제시하는데, 이 단어는 성적 욕구와는 전혀 관련이 없는 구절에서도 사용된다. 70인역에서는 ἐπιθυμέω가 탐내지 말라는 계명에 사용된 단어이다.
너는 네 이웃의 아내를 탐내지 말지니라. 너는 네 이웃의 집이나 밭이나 남종이나 여종이나 소나 길짐승이나 그의 어떤 짐승이나 네 이웃에게 속한 어떤 것도 탐내지 말지니라.— 출애굽기 20:17, 70인역 신영어 번역

이웃의 아내를 탐내는 것은 성적 욕구를 포함할 수 있지만, 이웃의 집이나 밭을 탐내는 것은 성적인 본성을 가질 가능성이 낮다. 그리고 대부분의 신약성경 사용에서 같은 그리스어 단어 ἐπιθυμέω는 명확한 성적 함의를 갖지 않는다. 예를 들어, 아메리칸 표준역에서 같은 단어가 성적 함의 없이 사용된다.
1. 마태복음 13:17: 내가 진실로 너희에게 이르노니, 많은 선지자와 의인이 너희가 보는 것을 보기를 원하였으되 보지 못하였고, 너희가 듣는 것을 듣기를 원하였으되 듣지 못하였느니라.
2. 누가복음 22:15-16: 그들에게 이르시되, 내가 고난받기 전에 너희와 함께 이 유월절 먹기를 간절히 원하고 원하였노라: 내가 너희에게 이르노니, 하나님의 나라에서 이루어질 때까지 내가 다시는 이것을 먹지 아니하리라.
3. 사도행전 20:33: 내가 아무의 은이나 금이나 의복을 탐내지 아니하였노라. 너희 스스로 아는 바와 같이, 이 손으로 나의 쓸 것과 나와 함께 있는 자들의 쓸 것을 공급하였노라.
4. 누가복음 15:14-16: 그가 모든 것을 다 썼을 때, 그 나라에 큰 기근이 들어 그가 궁핍하게 되었는지라. 그가 가서 그 나라 백성 중 한 사람에게 붙어 살았더니, 그 사람이 그를 자기 밭으로 보내 돼지를 치게 하였는데. 그가 돼지가 먹는 쥐엄 열매로라도 배를 채우려 하였으되, 아무도 그에게 주지 아니하였더라.

##### 로마 가톨릭교회

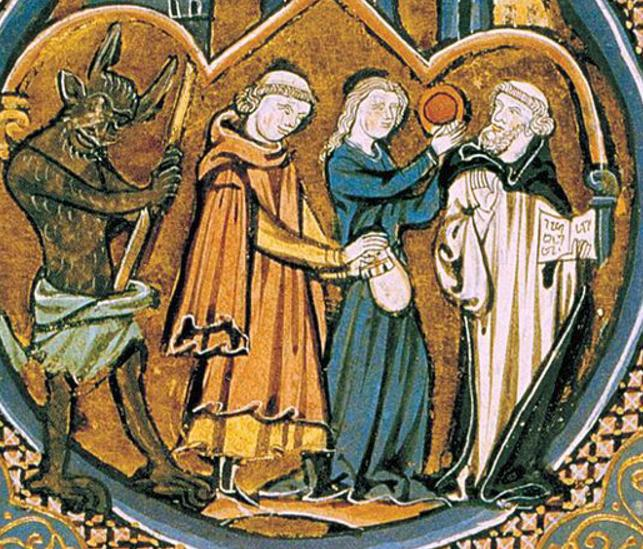
13세기 필사본에 묘사된 성욕을 만족시키는 악마

가톨릭 백과사전에 따르면, 그리스도인의 마음은 "혼인 관계 밖에서, 또는 어쨌든 혼인 관계를 규율하는 법률에 위배되는 방식으로 성적 만족을 추구할 때" 음란하다고 본다. 교황 요한 바오로 2세는 성욕이 남녀의 영원한 매력을 저하시켜 이성의 개인적인 풍요를 성적 만족의 대상으로 전락시킨다고 말했다.
로마가톨릭주의에서는 성욕을 "번식적이고 통일적인 목적과 분리되어 그 자체로 추구되는" 성적 쾌락에 대한 무질서한 욕구로 간주한다. 가톨릭에서 성적 욕구 자체는 선하며, 인류를 위한 하느님의 계획의 일부로 간주된다. 그러나 성적 욕구가 하느님의 사랑과 분리될 때, 그것은 무질서하고 자기 추구적이 된다. 이것이 성욕으로 간주된다.
성 토마스 아퀴나스는 결혼 내에서의 성교(배우자에게 정의를 베풀어 공로를 쌓는 것으로 여겨짐)와 성욕의 죄를 구별하며, 성욕의 죄는 의도와 행동에 따라 부도덕성의 정도가 달라질 수 있다고 말한다. 예를 들어, 아퀴나스는 신학대전 II-II, 질문 154, 답변 12에서 "나는 답변한다. 모든 종류에서 가장 나쁜 것은 나머지가 의존하는 원리의 타락이다. 이제 이성의 원리는 자연에 따른 것인데, 이성은 다른 것들을 적절하게 처리하기 전에 자연에 의해 결정된 것들을 전제하기 때문이다."라고 말한다. 그는 성 아우구스티누스를 출처로 인용하며 "아우구스티누스는 '이 모든 것 중에서', 즉 성욕에 속하는 죄들 중에서 '자연에 반하는 것이 가장 나쁘다'고 말한다."라고 썼다. 성 토마스는 이를 "답변 3에 대한 반박: 종의 본성은 다른 어떤 개체보다 각 개인에게 더 밀접하게 결합되어 있다. 따라서 종의 본성에 반하는 죄가 더 심각하다."라는 그의 진술에서 성폭행이나 근친상간과 같이 성욕의 종류에 속하는 정의에 반하는 죄보다 더 크다는 것을 명확히 한다. 그리하여 성 토마스는 성욕 행위의 심각성 순서를 다음과 같이 제시한다: "가장 심각한 것은 수간의 죄이다. 이는 마땅한 종과의 사용이 지켜지지 않기 때문이다... (다음으로) 남색의 죄이다. 이는 올바른 성별과의 사용이 지켜지지 않기 때문이다... (다음으로) 올바른 성교 방식(또는 부자연스러운 행위나 자위행위)을 지키지 않는 죄... (다음으로) 근친상간... 이는 우리와 관련된 사람들에게 마땅히 존중해야 할 자연적 존중에 반한다... 그리고 나서, 다른 사람의 권위에 종속된 여성과 성교하는 것이 단순히 그녀의 보호에 관한 것보다 더 큰 불의이다. 따라서 간통은 유혹보다 더 심각하다. 그리고 이 둘은 폭력의 사용으로 인해 악화된다."
사치(라틴어: luxuria)를 의미하는 라틴어는 성 히에로니무스에 의해 술 취함과 성적 과도함을 포함한 다양한 성경적 죄를 번역하는 데 사용되었다. 교황 그레고리오 1세는 luxuria를 칠죄종 중 하나로 분류했으며 (종종 칠죄종 중 가장 덜 심각한 것으로 간주됨), 그 범위를 무질서한 욕망으로 좁혔다. 이러한 의미에서 중세 시대에는 luxuria가 일반적으로 받아들여졌다 (비록 고대 프랑스어 동계어가 14세기까지 성적인 의미 없이 영어로 luxury라는 외래어로 채택되었지만).

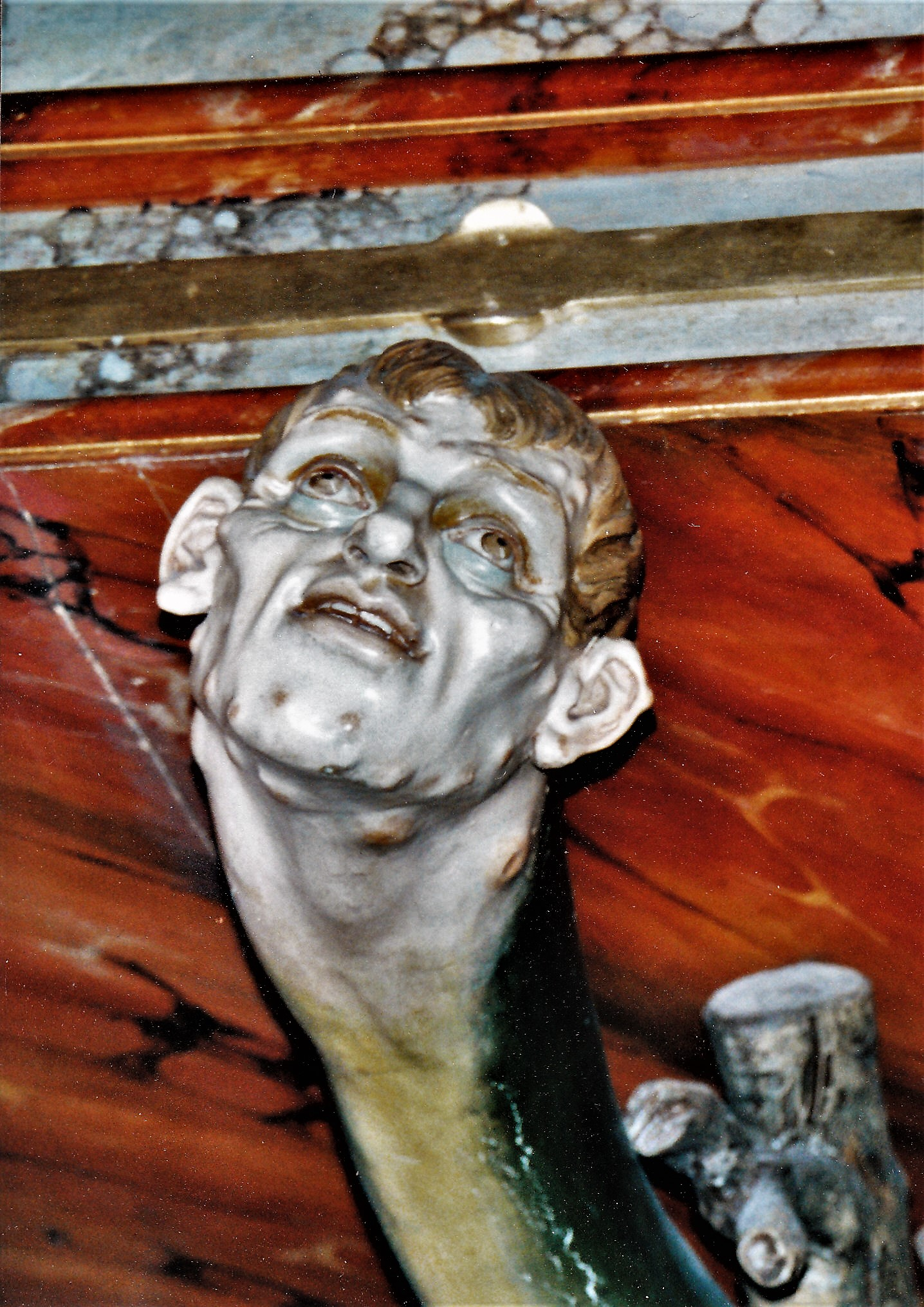
라이헨탈의 성 바르톨로메오 교회 강대의 정욕 세부 묘사 (1894년)

로마네스크 미술에서 의인화된 룩수리아는 일반적으로 여성적이며, 종종 세이렌이나 뱀에 물린 가슴을 가진 나체 여성으로 표현된다. 프루덴티우스는 그의 영혼전쟁 또는 '영혼의 전투'에서 다음과 같이 묘사했다.
사치, 망가진 명성을 아낌없이 쏟아내고, 흐트러진 머리칼, 광기 어린 눈, 사그러드는 목소리, 환락에 빠져....
단테에게 룩수리아는 지옥으로 내려가는 불절제의 원 중 첫 번째이자 연옥 산의 마지막 코니스를 구성하는 것으로, 개인에 대한 과도한(무질서한) 사랑을 나타냈다. 반면 에드먼드 스펜서에게 룩수리아는 욕망의 힘과 동의어였다.
그레고리오와 그 후의 토마스주의자들에게 룩수리아의 '딸들'(부산물)에는 정신적 맹목, 자기애, 서두름, 현재에 대한 지나친 집착이 포함되었다. 메리앤 대시우드는 후대 시대에 룩수리아의 딸로서 그러한 특성을 구현하는 것으로 여겨졌다.
로마 가톨릭교회는 성욕을 모든 형태의 성적 쾌락의 우상 숭배로 정의한다. 여기에는 피임, 자위행위, 간통, 혼전 성교, 동성 간의 관계 등이 포함되며, 이는 사랑하는 인간의 능력, 즉 사람이 자신을 하느님과 타인에게 내어주는 능력을 파괴한다.

##### 개신교
복음주의 신학자 멜빈 팅커는 이렇게 말한다: "원칙은 분명하죠? '간음하지 말라'? 바리새인은 최소 요구 사항 방식으로 어떻게 다루나요? 그는 '결혼 외부의 섹스는 우리에게 괜찮아. 우리는 아무도 진짜 결혼하지 않았으니까. 나는 다른 남자의 아내와 자지 않아, 그러니 간음이 아니야, 그녀는 내 여자친구야'라고 말하죠. 또는 빌 클린턴 모니카 르윈스키 사건에서 '나는 그 여자와 섹스하지 않았다'고 말한 것처럼 간음이 아니죠. 그래서 그는 대통령으로서 자신의 직위를 남용하여 자기 딸보다 겨우 어린 여자와 놀아나고, 온갖 종류의 성적 행위를 할 수 있지만, 기술적으로 성교를 하지 않았기 때문에 손을 들고 '나는 그 여자와 섹스하지 않았다'고 말할 수 있습니다. 그것이 바리새인의 말입니다.
"그러나 최대 적용 방식은 간음이 성교할 때만 일어나는 것이 아니라, 당신의 마음속에서 일어난다고 말합니다. 그러나 이 시점에서 오역은 유감스럽습니다. 그리스어 원문에는 '누구든지 여자를 보고 음욕을 품는 자는 마음으로 이미 그녀와 간음하였느니라'고 되어 있습니다. 이것은 중요한 구별입니다. 성적 흥분, 성적 관심, 성적 매력은 인류 종의 지속에 필수적이기 때문에 제가 이 점을 지적해야 합니다.
그것은 음욕을 품기 위해 보는 것에 관한 것입니다. 스트립쇼, 음란 영화나 비디오, 인터넷 포르노그래피.
아시다시피, 예수님이 겨냥하고 계신 것은 그러한 흥분을 갖기 위해 보려고 의도하는 것입니다."

#### 이슬람교
이슬람교에서 성욕은 자아의 원초적인 상태 중 하나로 간주되며, 이를 나프스라고 부른다. 수피 심리학에 따르면 로버트 프레거는 나프스가 우리의 최악의 적대자로 시작하지만 귀중한 도구로 발전할 수 있는 정신의 한 측면이라고 말한다.
꾸란에는 줄라이카가 예언자 요셉(아랍어: 유수프)을 유혹하려 했다고 시인하는 구절이 있는데, 그때 예언자 요셉은 말했다: "나는 내 영혼이 순수하다고 주장하지 아니하노라 -- 실로 인간의 영혼 [나프스]은 악을 부추기나니 -- 나의 주님께서 자비를 베푸신 것을 제외하고는 그러하니라; 진실로 나의 주님은 지극히 관대하시고 지극히 자비로우시니라." (꾸란 12:53). 알 가잘리는 그의 주요 저서인 이흐야 울룸 앗딘(종교학의 부흥)에서 이 구절의 나프스는 영혼의 가장 낮은 상태인 나프스 알-암마라(악한 영혼)라고 언급했다. 반면 영혼의 다른 상태는 나프스 알-물하마(질문하는 영혼), 나프스 알-라와마(자책하는 영혼), 나프스 알-무트마인나(만족한 영혼)이다.
무슬림은 낮은 본능을 극복하도록 권장되며, 의도적인 음탕한 시선은 금지되어 있다. 음탕한 생각은 싫어하는 것으로, 간통, 강간 및 기타 반사회적 행동의 첫걸음이기 때문이다. 이슬람의 예언자 무함마드는 "두 번째 시선"의 중요성을 강조했다. 매력적인 이성에게 보내는 첫 번째 시선은 우발적이거나 관찰적일 수 있지만, 두 번째 시선은 음탕한 생각으로 가는 문이 될 수 있기 때문이다.

### 인도 종교

#### 힌두교
바가바드 기타에서 비슈누의 화신인 크리슈나는 16장 21절에서 성욕이 나락 또는 지옥으로 가는 문 중 하나라고 선언했다.
아르주나가 말하기를: 오 브리쉬니의 후손이여, 어떤 힘에 의해 강요받는 것처럼, 심지어 의도치 않게도 죄악적인 행위로 이끌리게 되는가? 그때 크리슈나가 말하기를: 오 아르주나여, 그것은 오직 욕망뿐이니, 물질적 속성의 모드와의 접촉에서 태어나 후에 분노로 변하며, 이 세상의 모든 것을 집어삼키는 죄악적인 적이다. 연기가 불을 가리듯, 거울이 먼지에 덮이듯, 또는 태아가 자궁에 덮이듯, 살아있는 존재는 다양한 정도의 이 욕망에 의해 유사하게 덮인다. 그리하여 현명한 살아있는 존재의 순수한 의식은 만족되지 않고 불처럼 타오르는 욕망의 형태로 영원한 적에게 덮인다. 감각, 마음, 지성은 이 욕망의 좌소이다. 그것들을 통해 욕망은 살아있는 존재의 참된 지식을 덮고 그를 혼란스럽게 한다. 그러므로 오 아르주나여, 바라타족의 최고여, 맨 처음부터 죄의 이 큰 상징인 (욕망)을 감각을 규제함으로써 억제하고, 지식과 자기 실현의 파괴자를 죽여라. 일하는 감각은 무딘 물질보다 우월하다; 마음은 감각보다 높다; 지성은 마음보다도 높다; 그리고 그 [영혼]은 지성보다도 높다. 그러므로 물질적 감각, 마음, 지성보다 자신을 초월적인 존재로 알고, 오 강한 팔의 아르주나여, 의도적인 영적 지성으로 마음을 안정시키고, 그리하여 영적 힘으로 이 불만족스러운 욕망이라는 적을 정복하라. (바가바드 기타, 3.36–43)

이 고대 문서에서 '욕망'이라는 단어 뒤에 숨겨진 아이디어는 '바람'이라는 심리적 힘으로 가장 잘 이해된다.

#### 불교
성욕은 불교적 현실의 철학적 기반에서 중요한 위치를 차지한다. 그것은 사성제 중 두 번째에 언급되는데, 사성제는 다음과 같다:
1. 고통 (두카)은 모든 삶에 내재되어 있다.
2. 고통은 욕망에 의해 야기된다.
3. 모든 고통을 삶에서 제거하는 자연스러운 방법이 있다.
4. 욕망의 종식은 누군가의 삶에서 모든 고통을 제거한다.

성욕은 존재의 특정 사물에 대한 집착, 동일시, 열정적인 욕구이며, 이 모든 것은 그러한 사물들의 특정 조합이 우리 안에 불러일으키는 형태, 감각, 지각, 정신작용, 의식과 관련된다. 따라서 성욕은 일반적인 불완전함의 궁극적인 원인이자 특정 고통의 가장 직접적인 근본 원인이다.
비존재나 성욕으로부터의 자유에 대한 열정적인 욕구는 흔한 오해이다. 예를 들어, 죽음에 대한 욕망을 충족시키기 위해 성욕(또는 다른 "칠죄종")을 맹목적으로 추구하는 것은 자아 실현적 업을 동반하는 윤회로 이어져, 올바른 삶의 방식, 올바른 세계관이 어떻게든 발견되고 실천될 때까지 끝없는 삶의 수레바퀴를 초래한다. 끝없는 매듭을 보는 것은 상징적으로 올바른 세계관을 가진 사람의 위치에 놓이게 하며, 성욕으로부터 자유를 얻은 사람을 나타낸다.
존재에는 집착을 유발하는 네 가지 종류의 것들이 있다: 의식, 세계관, 쾌락, 그리고 자아. 성욕을 제거하는 방법은 그것의 의도치 않은 효과를 배우고, 세계관, 의도, 말, 행동, 생계, 노력, 마음챙김, 집중과 관련하여 성욕이 이전에 자리했던 곳에서 의로움을 추구하는 것이다.

#### 시크교
시크교에서 성욕은 다섯 가지 주요 죄악 또는 죄악적인 성향 중 하나로 간주되며, 다른 것들은 분노, 자아, 탐욕, 애착이다. 강간이나 성 의존증과 같이 통제 불가능한 성적 욕구의 표현은 악이다.

### 인도 영성

#### 브라흐마 쿠마리스
카르마 철학에 기반을 둔 영적 단체인 브라흐마 쿠마리스에 따르면, 성적 욕망은 모든 인류에게 가장 큰 적이다.
이러한 이유로 추종자들은 양파, 마늘, 달걀 또는 비채식 음식을 먹지 않는데, 이는 그 안에 있는 "유황"이 몸의 성적 욕망을 자극하여 독신 생활을 어렵게 할 수 있기 때문이다.
성적 행위는 "불순"하며, 육체 의식과 다른 범죄로 이어진다. 이 불순함은 신체를 "오염"시키고 여러 종류의 "질병"을 유발한다.
브라흐마 쿠마리스는 성행위가 어두운 하수구에서 먹이를 찾는 것과 같다고 가르친다. 영성 대학의 학생들은 죄를 막고 신에게 더 가까워지기 위해 정욕을 극복해야 한다.
그들은 성욕과 사랑의 차이를 다음과 같이 설명한다:
성욕에는 감각 대상에 대한 의존과 그에 따른 영혼의 영적 종속이 있지만, 사랑은 영혼을 형태 뒤에 있는 현실과 직접적이고 조화로운 관계로 만든다. 그러므로 성욕은 무겁게 경험되고 사랑은 가볍게 경험된다. 성욕에는 삶의 축소가 있고 사랑에는 존재의 확장이 있다... 만약 당신이 온 세상을 사랑한다면 당신은 온 세상에서 간접적으로 살지만, 성욕에는 삶의 쇠퇴와 다른 것으로 간주되는 형태에 대한 일반적인 절망적인 의존감이 있다. 따라서 성욕에는 분리와 고통이 강조되지만, 사랑에는 통일감과 기쁨이 있다...

### 이교
의례로서 음란 행위를 행하는 널리 퍼진 종교 운동의 가장 유명한 예는 고대 로마 바칸테스의 바카날리아이다. 그러나 이 행위는 기원전 186년 로마 원로원의 포고령 세나투스 콘술툼 데 바카날리부스에 의해 곧 불법화되었다. 그러나 신성한 매춘의 관행은 디오니소스교 신봉자들에 의해 자주 행해지는 활동으로 계속되었다.

## 문화에서

### 중세 매춘부
중세 매춘부들은 공식적으로 승인된 "홍등가"에 살았다. 루스 마조 카라스의 책 『보통 여성들』에서 저자는 매춘의 의미와 미혼 남성의 매춘부 적절한 사용이 남성의 성욕을 억제하는 데 도움이 된다고 사람들이 생각했던 방식을 논한다. 매춘은 공동체의 성적 욕구 불만을 줄임으로써 유익한 효과를 낳는다고 여겨졌다. 종교 재판관들은 발도파가 육체적 유혹에 시달리는 것보다 성욕을 만족시키는 것이 낫다고 믿었다고 비난했다.

## 예술에서

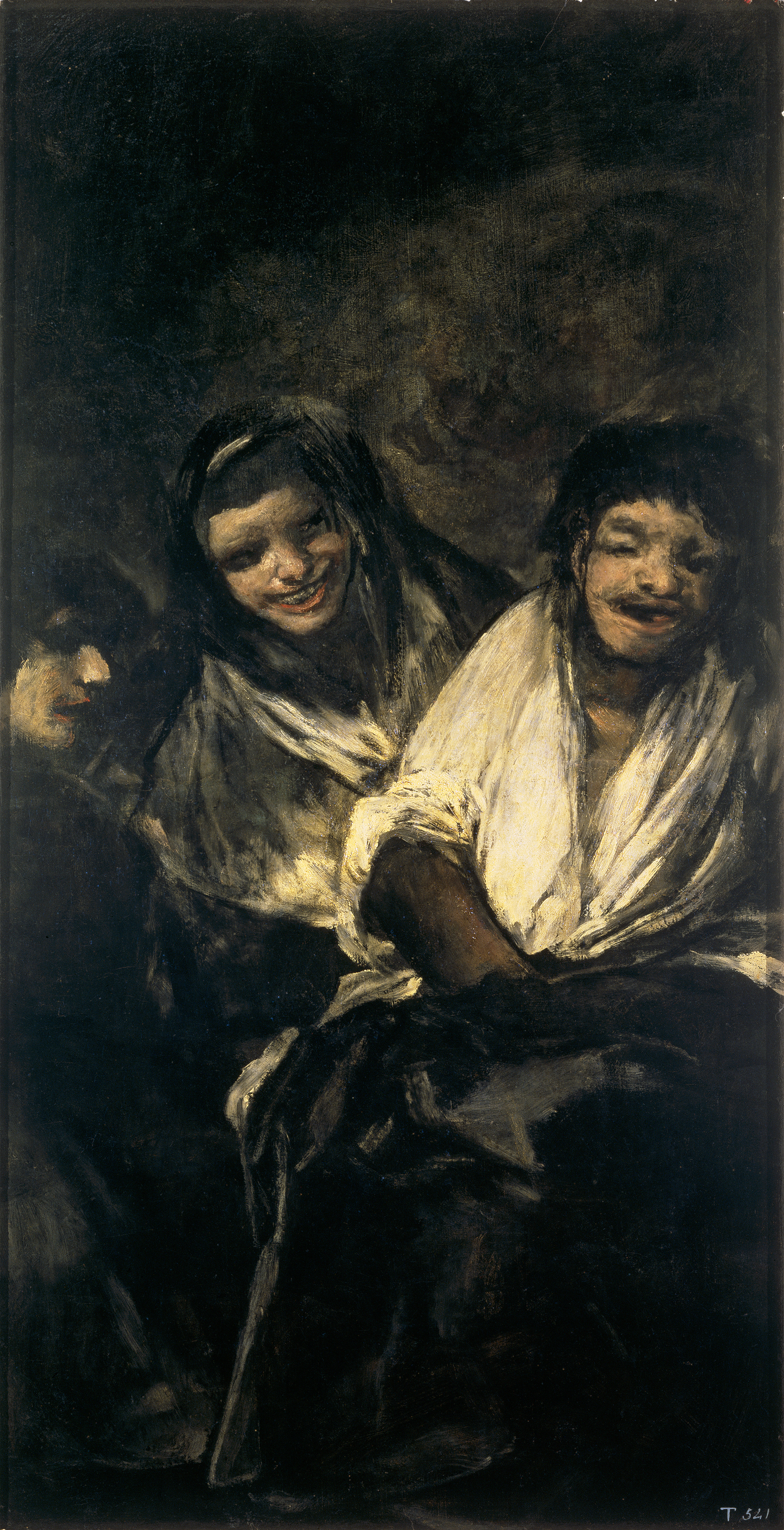
고야의 두 여인에게 조롱받는 남자 (Dos Mujeres y un hombre), c. 1820년경

### 문학
오비디우스부터 저주받은 시인의 작품에 이르기까지, 등장인물들은 항상 음란한 장면을 마주해 왔으며, 옛날부터 성욕은 세계 문학에서 흔한 모티프였다. 조르주 바타유, 카사노바, 프로스페르 메리메와 같은 많은 작가들은 매음굴 및 기타 부적절한 장소에서 장면이 펼쳐지는 작품들을 썼다.
《악의 꽃》의 저자 샤를 보들레르는 예술가에 대해 다음과 같이 말한 적이 있다:
| “ | 사람이 예술을 더 많이 연마할수록, 그는 덜 음탕해진다... 오직 짐승만이 짝짓기에 능하며, 교미는 대중의 서정성이다. 교미하는 것은 다른 것에 들어가는 것이며—예술가는 결코 자기 자신으로부터 벗어나지 않는다. | ” |

성욕의 죄(그리고 다른 칠죄종도)를 다룬 가장 주목할 만한 작품은 단테의 신곡이다. 단테의 성욕에 대한 기준은 "타인에 대한 과도한 사랑"이었는데, 이는 인간에 대한 과도한 사랑이 하느님에 대한 사랑을 부차적인 것으로 만들었기 때문이다. 신곡의 첫 번째 부분인 《지옥》에서 성욕에 빠진 자들은 그들의 통제할 수 없는 열정을 상징하는 소용돌이 속에서 끊임없이 휩쓸리는 벌을 받는다. 파올로와 프란체스카와 같은 두 유명한 연인처럼 성욕으로 유죄 판결을 받은 저주받은 자들은 지옥에서 필멸의 삶에서 가장 갈망했던 것을 정확히 받지만, 그들의 열정이 영원히 그들에게 안식을 주지 못할 것임을 깨닫는다. 같은 작품의 《연옥》에서는 참회자들이 성욕적인 경향을 정화하기 위해 불 속을 걷는 것을 선택한다.

## 철학에서
사랑과 성욕 사이의 연결은 항상 철학에서 문제가 되는 질문이었다.

### 쇼펜하우어
쇼펜하우어는 성적 관계에서 비롯되는 비참함을 지적한다. 그에 따르면, 이는 성교 행위 후에 뒤따르는 수치심과 슬픔의 감정을 직접적으로 설명한다. 왜냐하면, 그가 말하길, 유일하게 지배하는 힘은 결과에 대한 어떤 고려도 없이 인간 존재에 존재하는 맹목적인 사랑을 어떤 대가를 치르더라도 직면하려는 꺼지지 않는 욕망이기 때문이다. 그는 자신의 종에 속하는 천재는 단지 생산하고 싶어하고, 단지 생각하고 싶어하는 산업적인 존재라고 추정한다. 따라서 쇼펜하우어에게 성욕의 주제는 성욕의 정점에 거의 확실히 뒤따를 공포를 고려하는 것이다.

### 토마스 아퀴나스
성 토마스 아퀴나스는 그의 신학대전 153장과 154장에서 성욕의 죄를 정의한다. 아퀴나스는 성욕의 죄가 "감각적 감정"이며, 성적 쾌락이 "인간의 정신을 풀어버리고" 올바른 이성을 제쳐둔다고 지적한다(p. 191). 아퀴나스는 성욕의 주제를 성적 행위에서 직접적으로 발생하는 육체적 욕구로 제한하지만, 모든 성적 행위가 죄악이라고 가정하지는 않는다. 결혼에서의 성은 죄가 아닌데, 성은 인간이 번식하는 유일한 방법이기 때문이다. 만약 성이 자연스럽게 사용되고 최종 목적이 번식이라면 죄는 없다. 아퀴나스는 "목적이 선하고 행해지는 것이 그 목적에 잘 맞으면 죄는 없다"고 말한다(p. 193). 그러나 단순히 쾌락을 위한 성은 음란하며, 따라서 죄이다. 음란을 위해 자신의 몸을 사용하는 남자는 주님을 그릇되게 한다.
섹스는 죄 없는 속성을 가질 수 있다. 그러나 사람이 쾌락을 위해 섹스를 추구할 때, 그는 성욕으로 죄를 짓는 것이다. 성욕은 강간, 간통, 몽정, 유혹, 부자연스러운 악덕, 단순 간음이라는 특정 속성으로 가장 잘 정의된다.
몽정: 성 토마스 아퀴나스는 밤에 일어나는 육체적 쾌락을 꿈꾸는 현상인 몽정에 대해 정의하고 논의했다. 아퀴나스는 몽정이 죄이며 실제 성 경험과 비교할 수 있다고 말하는 사람들은 틀렸다고 주장한다. 아퀴나스는 그러한 행위는 죄가 없다고 믿는데, 꿈은 사람의 통제나 자유로운 판단 아래 있지 않기 때문이다. "밤에 오르가즘"을 경험하는 것은 죄가 아니지만, 죄로 이어질 수 있다(p. 227). 아퀴나스는 몽정이 부적절한 상상력의 육체적 원인, 잠들 때 성적인 생각을 하는 심리적 원인, 그리고 악마가 잠든 사람의 몸에 작용하여 "잠든 사람의 상상력을 자극하여 오르가즘을 유발하는" 악마적 원인에서 비롯된다고 말한다(p. 225). 그러나 결국, 음란한 행위를 꿈꾸는 것은 죄가 아니다. 잠자는 사람은 올바른 이성이 부족하기 때문에 "마음의 인식이 덜 방해받으며", 따라서 사람은 잠자는 동안 꿈꾸는 것에 대해 책임을 질 수 없다(p. 227).
간통: 중세 시대에 흔히 볼 수 있었던 성욕의 주요 형태 중 하나는 간통죄였다. 간통죄는 배우자가 자신의 배우자에게 불성실하여 "자신의 것이 아닌 침대를 침범하는" 경우에 발생한다(p. 235). 간통은 특별한 종류의 추악함이며, 이로 인해 많은 어려움이 발생한다. 남자가 결혼한 여성의 침실에 들어가는 것은 죄일 뿐만 아니라 "자손에게 해를 끼친다"는데, 이는 여성이 이제 자녀의 적법성에 대해 의문을 제기하기 때문이다(p. 235). 만약 아내가 이전에 간통을 저질렀다면, 남편은 아내의 모든 자녀가 자신의 자녀인지 의문을 가질 것이다.
단순 간음: 단순 간음은 자녀를 낳기 위함이 아니라 쾌락을 위해 배우자와 성교하는 것이다. 간음은 또한 미혼 남녀 간의 성관계를 의미하며, 이 또한 대죄이다. 아퀴나스는 "간음은 치명적인 범죄"라고 말한다(p. 213). 간음은 대죄이지만, 아퀴나스가 언급하듯이 "교황 그레고리우스는 육체의 죄를 영혼의 죄보다 덜 중하게 다루었다"고 한다(p. 217). 간음은 재산에 대한 죄와 같이 심각한 죄였다. 그러나 간음은 하느님과 인간 생명에 대한 직접적인 죄만큼 심각하지 않다. 따라서 살인은 간음보다 훨씬 더 나쁘다. 이 경우 재산이란 딸이 아버지의 재산임을 의미하며, 만약 딸에게 해를 끼치면 아버지에게도 해를 끼치는 것이 된다. 따라서 처녀를 유혹하거나 미혼 여성에게서 쾌락을 추구하는 것은 아버지의 재산 침해이다.
유혹: 유혹은 성욕의 한 유형인데, 유혹은 처녀를 강탈하는 성행위이기 때문이다. 성욕은 성적 활동의 죄이며, "... 아직 아버지의 보살핌 아래 있는 처녀가 타락했을 때 나타나는 특별한 종류의 잘못이다"(p. 229). 유혹에는 재산에 대한 논의가 포함되는데, 미혼 여성은 아버지의 재산이기 때문이다. 처녀는 결혼의 속박에서는 자유롭지만, 가족의 속박에서는 자유롭지 않다. 처녀가 약혼 약속 없이 유린되면, 그녀는 명예로운 결혼을 할 수 없게 되어 자신과 가족에게 수치스러운 일이 된다. 처녀와 성행위를 한 남자는 "그녀에게 재산을 주어 아내로 삼아야 하며", 만약 그녀를 책임지는 아버지가 반대하면, 남자는 그녀의 처녀성 상실과 미래 결혼 기회에 대한 보상으로 지참금을 지불해야 한다(p. 229).
부자연스러운 악덕: 부자연스러운 악덕은 행위와 목적 면에서 부자연스럽기 때문에 최악의 성욕이다. 부자연스러운 악덕에는 여러 종류가 있는데, 아퀴나스는 수간이나 "다른 종의 존재"(예: 동물)와의 성교, 근친상간, 남색, "올바른 성교 방식을 지키지 않는 것" 등 몇 가지 예를 제시한다.

## 정신분석학과 심리학에서
정신분석학과 심리학 영역에서 성욕은 종종 "고조된 리비도"의 경우로 다루어진다.

## 같이 보기
- 순결
- 욕정
- 욕구
- 리비도
- 카마
- 자위행위
- 포르노그래피
- 성적 매력
- 성적 환상